# Friedrich Schick
Friedrich Schick (Berlijn, 6 november 1794 – Berlijn, 28 november 1860) was een Duits componist, dirigent en klarinettist. Schick was de zoon van een concertmeester en een zangeres aan de Berlijnse hofopera.

## Levensloop
Schick begon zijn muzikale carrière als klarinettist in de hofkapel van Koning Frederik Willem III van Pruisen in Berlijn. Hier werd hij in 1818 tot kamermusicus benoemd. Vanaf 1817 was hij klarinettist in het Militaire muziekkorps van het 34e Infanterie-Regiment te Stralsund. Van 1832 tot 1847 was hij kapelmeester van de Militaire muziekapel van het Garde-Grenadier-Regiment Nr. 1 "Kaiser-Alexander" te Berlijn. Hij heeft grote successen geoogst met zijn fameuze bewerkingen van klassieke werken voor militaire muziek. Ook de AM II, 74 Mars naar motieven uit de opera "La Muette de Portici (Die Stumme von Portici)" van Daniel François Esprit Auber heeft hij bewerkt. 
In 1842 werd de meerdere male onderscheiden klarinettist en dirigent tot Musikdirector benoemd. 